# Đồng Tháp
Đồng Tháp ist eine  Provinz (tỉnh) von Vietnam. Sie liegt im Südwesten des Landes in der Mekongdelta-Region und grenzt im Nordwesten an Kambodscha. Die Provinzhauptstadt ist Cao Lãnh.

## Bezirke
Đồng Tháp gliedert sich in zwölf Bezirke:
- 9 Landkreise (huyện): Cao Lãnh, Châu Thành, Hồng Ngự, Lai Vung, Lấp Vò, Tam Nông, Tân Hồng, Thanh Bình, Tháp Mười
- 1 Stadt auf Bezirksebene (thị xã): Hồng Ngự
- 2 Provinzstädte(Thành phố trực thuộc tỉnh): Sa Đéc und Cao Lãnh (Hauptstadt)